# Wallenried
Wallenried (en francés Esserts) es una comuna suiza del cantón de Friburgo, situada en el distrito de See/Lac. Limita al norte con las comunas de Courlevon y Cressier, al este con Gurmels, al sureste con Courtepin, al suroeste con Misery-Courtion, y al oeste con Villarepos.

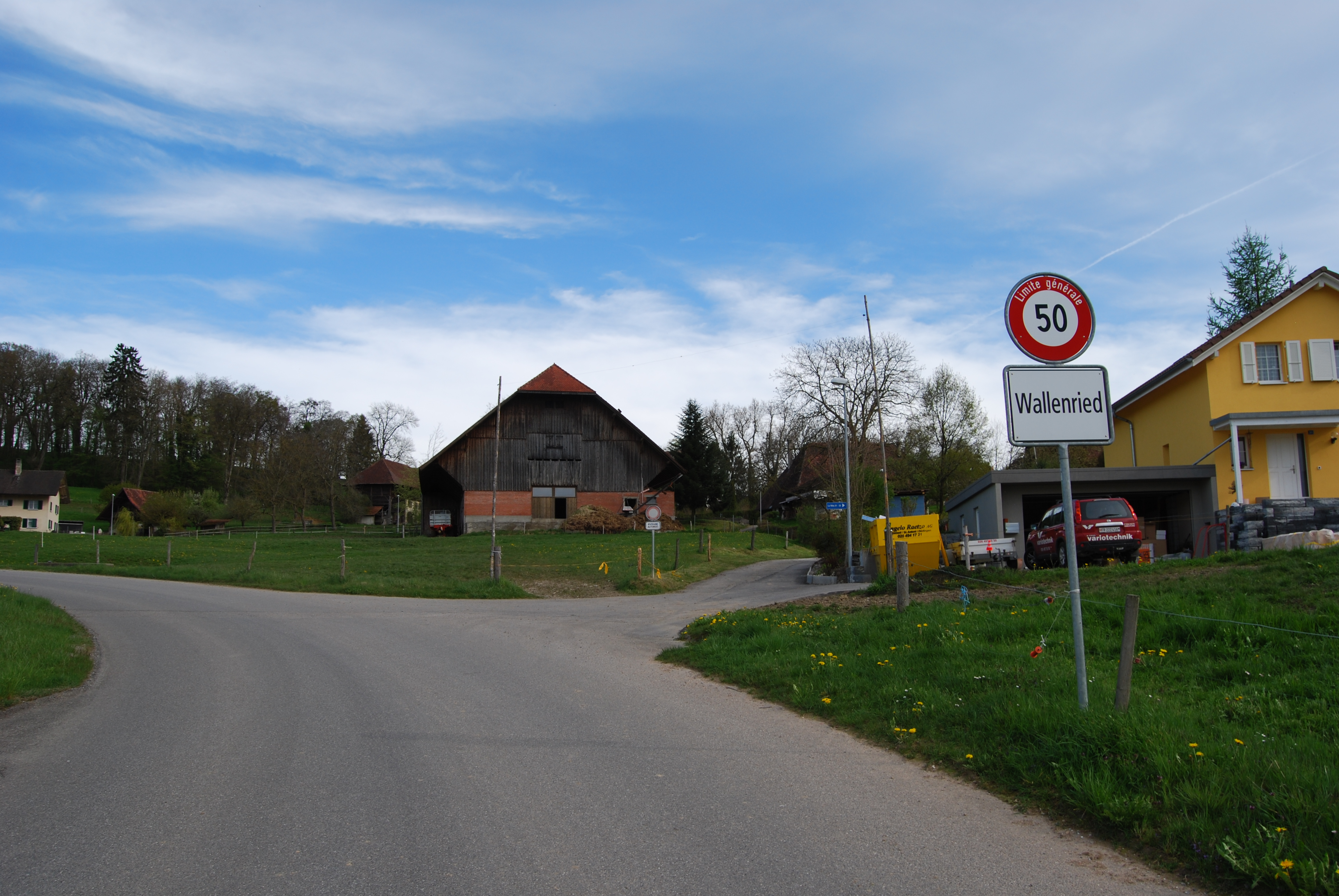
Wallenried